# 中村渓男
中村渓男（なかむら　たにお、1921年8月26日 - 2001年5月19日）は、日本の美術評論家。日本画家・中村岳陵の長男。息子の中村宗弘も日本画家。
神奈川県生まれ。本名は秀男。慶應義塾大学文学部史学科卒。美術史学会・美術評論家連盟所属。宇都宮文星短期大学教授、成田山書道美術館副館長。
2001年5月19日、心不全のため死去。

## 著書
- 日本人の表情 絵画にみる喜怒哀楽 社会思想研究会出版部 1958 現代教養文庫
- 墨絵の美 明治書房 1959
- 日本の絵画 現代教養文庫 1959
- 祥啓 三彩社 1970 (東洋美術選書)
- 絵画に見る日本の美女 保育社カラーブックス 1970
- 茶画のしおり 百選 茶道之研究社 1979.7
- 古画名作裏話 大日本絵画 1986.4
- 四季の茶画 求龍堂 1990.6
- 今村紫紅 近代日本画の鬼才 有隣新書 1993.8

## 編纂・共編著
- 雪舟 講談社 1956 (アート・ブックス)
- 日本近代絵画全集 第20巻 今村紫紅 講談社 1964
- 国宝日本の名画 第1-6 野間清六,河北倫明共編 集英社 1966-1967
- 明治の日本画 至文堂 1967(日本の美術)
- 現代作家デッサン集 洋画編 芸艸堂 1969
- 現代作家デッサン集 日本画編 同上
- 雪村と関東水墨画 至文堂 1971(日本の美術)
- 水墨美術大系 第7巻 雪舟・雪村 田中一松共著 講談社 1973、普及版1977
- 現代日本美術全集 3 菱田春草・今村紫紅 集英社 1973。吉村貞司共著
- 近代の美術15 菱田春草 至文堂 1973
- 日本美術絵画全集 第4巻 雪舟 集英社 1976、普及版1980
- 酒井抱一画集 国書刊行会 1976.12。組田昌平,白崎秀雄共編
- 巨匠の名画 14 菱田春草 学習研究社 1977.1。河北倫明共編
- 草木花写生 狩野探幽 紫紅社 1977.6。北村四郎共著
- 抱一派花鳥画譜 全5巻別巻 紫紅社 1978-1980
- 光琳百図 岩崎美術社 1981、新編版1995
- 現代日本絵巻全集 12 近藤浩一路・中村岳陵 小学館 1983.8
- 近世屏風絵秀粋 京都書院 1983.10。白畑よし共編著
- 現代の水墨画 6 川合玉堂・川端龍子 講談社 1983.11
- 現代の水墨画 4 速水御舟・前田青邨 講談社 1983.12
- 現代の水墨画 3 菱田春草・平福百穂 講談社 1984.4
- 現代の水墨画 9 名作選 1 明治・大正・戦前 講談社 1984.6
- 冷泉為恭と復古大和絵 至文堂 1988 (日本の美術)